# Cleopatra (1917)
Cleopatra is een stomme film uit 1917 onder regie van J. Gordon Edwards. De film is geïnspireerd op het leven van Cleopatra VII en op het toneelstuk van Émile Moreau en Victorien Sardou. De film was een van de duurste films uit zijn tijd met ongeveer 2000 mensen die actief meewerkten aan de film en de dure sets. Theda Bara was in enkele scènes in uitdagende kleren te zien. De film is verwoest tijdens een brand en slechts een paar fragmenten zijn nog te zien in musea.

## Verhaal
Een biografische film over het leven van Cleopatra VII. De film beschrijft onder andere haar liefde voor onder andere Julius Caesar en Marcus Antonius.

## Rolverdeling
| Acteur          | Personage       |
| --------------- | --------------- |
| Theda Bara      | Cleopatra VII   |
| Fritz Leiber    | Julius Caesar   |
| Thurston Hall   | Marcus Antonius |
| Art Acord       | Kephren         |
| Albert Roscoe   | Pharon          |
| Herschel Mayall | Ventidius       |